# Liste peruanischer Schachspieler
Die Liste peruanischer Schachspieler enthält Schachspieler, die für den peruanischen Schachverband spielberechtigt sind oder waren und mindestens eine der folgenden Bedingungen erfüllen:
- Träger einer der folgenden FIDE-Titel: Großmeister, Ehren-Großmeister, Internationaler Meister, Großmeisterin der Frauen, Ehren-Großmeisterin der Frauen, Internationale Meisterin der Frauen;
- Träger einer der folgenden ICCF-Titel: Großmeister, Verdienter Internationaler Meister, Internationaler Meister, Großmeisterin der Frauen, Internationale Meisterin der Frauen;
- Gewinn einer nationalen Einzelmeisterschaft;
- eine historische Elo-Zahl von mindestens 2500 (vor Einführung der Elo-Zahl im Juli 1971).

## A
- Ingrid Aliaga Fernandez (* 1991), Internationale Meisterin der Frauen, peruanische Meisterin

## B
- Mario Belli Pino (* 1956), Internationaler Meister, peruanischer Meister
- Héctor Bravo Sedamanos (* 1956), peruanischer Meister

## C
- Mitzy Mishell Caballero Quijano (* 2001), Internationale Meisterin der Frauen
- Esteban Canal (1896–1981), Großmeister
- Georgui Castañeda (* 1976), Großmeister[1]
- Ann Chumpitaz (* 1994), Internationale Meisterin der Frauen, peruanische Meisterin
- Emilio Córdova (* 1991), Großmeister, peruanischer Meister
- Deysi Cori (* 1993), Frauengroßmeisterin
- Jorge Cori (* 1995), Großmeister, peruanischer Meister
- Kevin Joel Cori Quispe (* 1999), Großmeister[2]
- Max Cornejo (* 1989), Internationaler Meister
- Trilce Cosme Contreras (* 2000), Internationale Meisterin der Frauen
- Cristhian Cruz (* 1992), Großmeister
- Filemón Cruz (* 1964), Internationaler Meister, peruanischer Meister
- Jonathan Cruz (* 1990), Internationaler Meister
- Diego Cuéllar (* 1997), Internationaler Meister

## D
- Néstor Del Pozo, peruanischer Meister

## E
- Brian Sebastián Escalante Ramírez (* 1999), Internationaler Meister
- Willyam Espinoza Palomino (* 1993), Internationaler Meister
- Carlos Espinoza Rivasplata, peruanischer Meister

## F
- Fernando Fernández (* 1990), Internationaler Meister

## G
- Javier García (* 1953), peruanischer Meister
- Pedro García Toledo (* 1949), peruanischer Meister
- Manuel Gonzales Bernal (* 1952), peruanischer Meister
- Julio Ernesto Granda Zúñiga (* 1967), Großmeister, peruanischer Meister

## H
- Aleyla Hilario (* 2002), Internationale Meisterin der Frauen

## L
- Mario La Torre, peruanischer Meister
- Giuseppe Leiva (* 1995), Internationaler Meister, peruanischer Meister

## M
- José Eduardo Martínez Alcántara (* 1999), Großmeister[3]
- Luciana Morales Mendoza (* 1987), Internationale Meisterin der Frauen
- Miguel Muñoz Pantoja (* 1975), Großmeister[4]

## O
- Carlomagno Oblitas Guerrero (* 1970), Internationaler Meister, peruanischer Meister
- Marcos Osorio (* 1957), peruanischer Meiser

## P
- Jorge Pacheco Asmat (* 1958), peruanischer Meister
- Marco Pacheco (* 1983), Internationaler Meister
- Silvana Pacheco Gallardo (* 1981), peruanische Meisterin
- Efrain Palacios (* 1959), peruanischer Meister
- Jorge Peláez, peruanischer Meister
- José Andrés Pérez, peruanischer Meister
- Carlos Pesantes (* 1951), peruanischer Meister
- Felipe Pinzón (1917–2015), peruanischer Meister
- Stephanie Beatriz Puppi Lazo (* 2002), Internationale Meisterin der Frauen

## Q
- Oscar Quiñones Carrillo (* 1941), Internationaler Meister, peruanischer Meister
- Germán Gonzalo Quirhuayo Chumbe (* 2002), Internationaler Meister

## R
- Ernesto Ramos (* 1959), peruanischer Meister
- Juan Reyes (* 1963), Internationaler Meister, peruanischer Meister
- Carlo Robbiano (* 1959), peruanischer Meister
- Orestes Rodríguez Vargas (1943–2024), Großmeister, peruanischer Meister[5]
- Guillermo Ruiz (* 1943), peruanischer Meister[6]

## S
- Juan Samame Castillo (* 1979), Internationaler Meister
- Julio Sumár Casis (* 1932), peruanischer Meister

## T
- Renato Terry (* 1992), Internationaler Meister, peruanischer Meister

## U
- Henry Urday Cáceres (* 1967), Großmeister, peruanischer Meister

## V
- Deivy Vera Sigueñas (* 1992), Großmeister
- Arturo Vidarte Morales (* 1967), Internationaler Meister[7]
- Víctor Vílchez, peruanischer Meister

## Z
- Karen Zapata (* 1982), Internationale Meisterin der Frauen, peruanische Meisterin[8]